# Ондра, Адам
Адам Ондра (чеш. Adam Ondra; род. 5 февраля 1993, Брно, Чехия) — чешский скалолаз, лучший на скалах и в соревнованиях в дисциплинах «трудность» и «боулдеринг». Единственный обладатель титула Чемпиона Мира и Кубка Мира в обеих дисциплинах, открыл новую категорию сложности маршрутов 9c и пролез больше ста 9а. Участник Олимпийских игр.

## Биография
Адам Ондра начал лазать в возрасте 6 лет вместе с родителями, тоже скалолазами. В 1999 году в возрасте 6 лет в Ровине в Хорватии Ондра залез маршрут 6а (5.10а) с пробивкой через каждые полметра. В 2001 году в возрасте 8 лет залез онсайт 7b+ (5.12c) и в 2002 г. в 9 лет сделал онсайт 7c+ (5.13a) и редпоинт 8a (5.13b). Он сделал онсайт 8a (5.13b) в возрасте 10 лет. В 2004 году в 11 лет он залез несколько онсайт 8a+ (5.13c) и редпоинт. В 2005 г. в 12 лет он вылез онсайт 8b (5.13d). В 2006 году он залез свою первую 9а (5.14d) Мартин Крпан в районе Миса Пек
В 2007 и в 2008 годах он выиграл первенство мира IFSC в категории Youth B.
После того, как ему исполнилось 16 лет, он смог принимать участие в Кубке Мира IFSC. В 2009 г.он выиграл Кубок Мира, обойдя испанца Патчи Усобиага и японца Сачи Амма.
В 2010 году он также выиграл Кубок Мира IFSC у австрийца Килиана Фишхубера и японца Цукуру Хори. Он первый спортсмен в истории, который стал обладателем Кубка Мира сразу в двух дисциплинах: трудности и боулдеринге.
В марте 2011 года в Испании он повторил рекорд Патчи Усобиага и стал вторым человеком, пролезшим 8с+ онсайт. За несколько дней он залез онсайт 5 маршрутов сложностью 8с+, два из которых в один день.
4 октября 2012 года Адам Ондра завершил свой проект Change в пещере Ханшеллерен в районе Флатангер в Норвегии. Это первое прохождение маршрута предполагаемой сложностью 9b+.
29 октября 2012 году он пролез на флеш один из самых трудных маршрутов в Ущелье Красной реки (Red River Gorge’s), Southern Smoke Direct 9а+, оценив его сложность в 9а. Это первый случай прохождения 9а на флеш. 1 ноября он залез онсайт Pure Imagination и The Golden Ticket, оба маршрута имеют категорию сложности 9а. Адам Ондра оценил их как 8с+.
7 февраля 2013 г. Ондра пролез маршрут ''La Dura Dura'' в Олиане (Испания). Это стало его вторым прохождением маршрута с категорией сложности 9b+. Этот маршрут пробил Крис Шарма и работал над ним несколько лет, пока они не начали лазить на нём вместе. Первопрохождение заняло у Адама 9 недель.
9 февраля 2013 года, всего через два дня после пролаза маршрута La Dura Dura, Ондра стал вторым, кто залез 9b Fight or flight. Первым его пролез Крис Шарма в 2011 году.
9 июля 2013 года Адам Ондра стал вторым в истории человеком после Алекса Мегоса, пролезшим 9а онсайт — Cabane au Canada в Швейцарии.
В августе 2013 году он прошёл ещё два своих маршрута-проекта в Норвегии Move 9b/+ и Iron Curtai 9b.
На 2013 году он пролез 1061 маршрут сложностью от 8а до 9b+, 501 из которых онсайт, включая несколько 8с+.
В 2014 г. Адам Ондра стал одновременно Чемпионом Мира в боулдеринге и сложности и пролез свой 100-й маршрут 9-й категории сложности.
В начале сентября 2017 г. Ондра открыл новую категорию 9c, в гроте Флатангер в Норвегии. Пока он работал над линией, Адам называл её Project Hard. Спустя несколько дней после прохождения маршрут получил имя — Silence. 9с (5.15d).
В квалификации на Олимпийских играх завершил лазание на скорость с результатом 7,46 с, что соответствовало 18-му месту из 20 спортсменов. В боулдеринге Ондра покорил два топа и преодолел три зоны, заняв третье место. В лазании на трудность преодолел более 39 зацепов, став четвёртым. Этого результата оказалось достаточно, чтобы в многоборье занять пятое место и выйти в финал. В лазании на скорость в финале прошёл в полуфинал без борьбы из-за травмировавшегося Басса Мавема, два оставшихся забега уступил Альберто Хинесу Лопесу и Микаэлю Мавему и занял четвёртое место в дисциплине. В боулдеринге на второй трассе не добрался даже до зоны, заняв шестое место с одним топом и двумя зонами. Ондра шёл лишь на шестом месте с 24 очками и для завоевания медали ему было необходимо побеждать в лазании на трудность. Он не добрал одного зацепа до топа, но до последнего участника, Якоба Шуберта, лидировал. Однако австриец добрался до вершины и сместил чешского спортсмена с пьедестала на шестое место, «удвоив» его очки.

## Медали

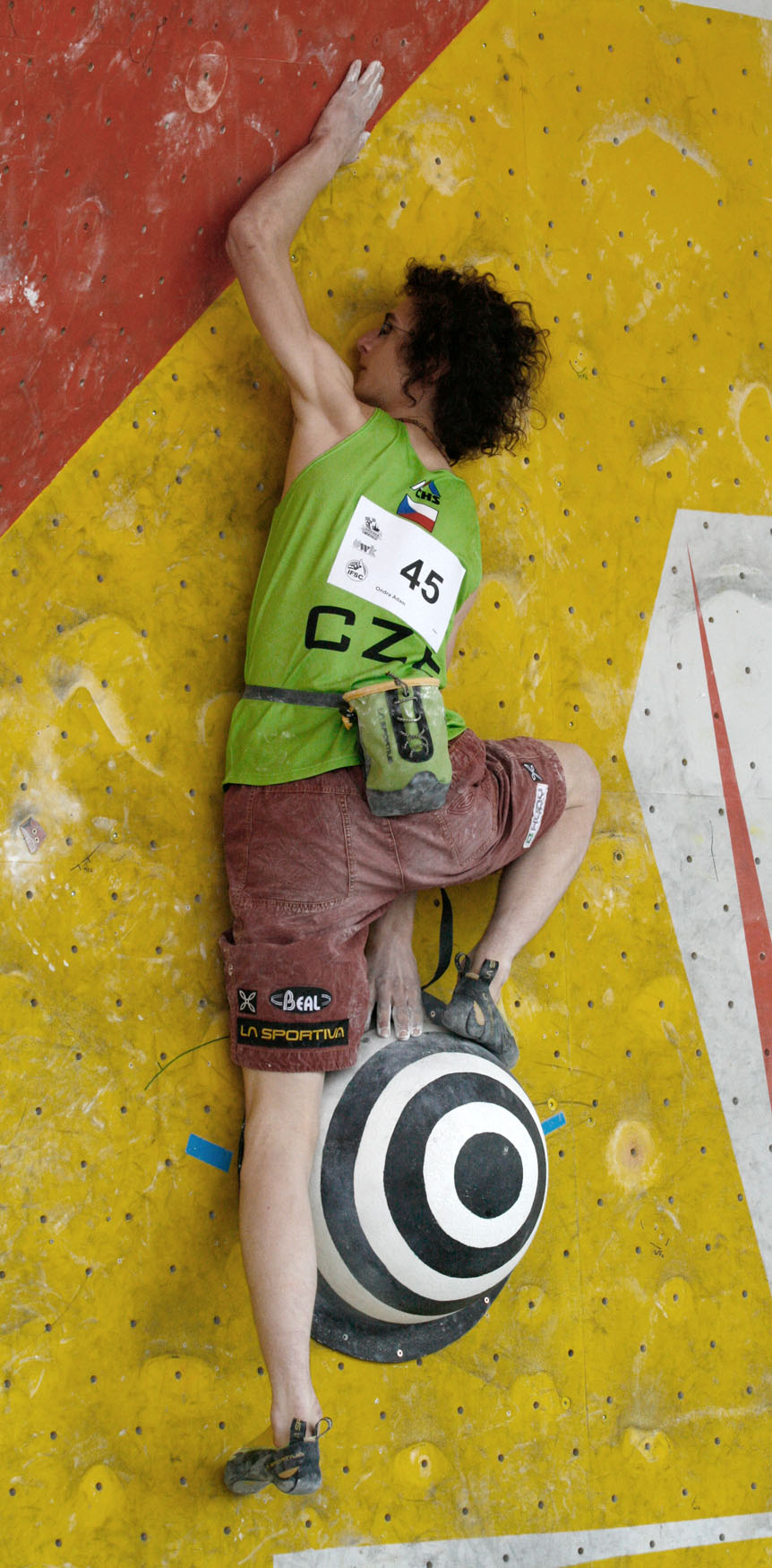
Адам Ондра на Кубке Мира IFSC по боулдерингу, полуфинал, Vienna 2010

### IFSC Кубок Мира
|            | 2009 | 2010 | 2014 | 2015 | 2019 |
| ---------- | ---- | ---- | ---- | ---- | ---- |
| Трудность  | 1    | 3    | 3    | 1    | 1    |
| Боулдеринг |      | 1    |      | 3    | 2    |

### IFSC Чемпионат Мира
|            | 2009 | 2011 | 2012 | 2014 | 2016 | 2018 | 2019 |
| ---------- | ---- | ---- | ---- | ---- | ---- | ---- | ---- |
| Трудность  | 2    | 3    | 3    | 1    | 1    | 2    | 1    |
| Боулдеринг |      | 2    |      | 1    | 2    |      |      |
| Комбинация |      |      |      |      |      | 2    |      |

### IFSC Чемпионат Европы
|            | 2010 | 2015 | 2017 | 2019 |
| ---------- | ---- | ---- | ---- | ---- |
| Трудность  | 2    | 2    | 2    | 1    |
| Боулдеринг | 2    | 2    |      |      |

### Rock Master
|            | 2009 | 2010 | 2011 | 2012 | 2015 | 2016 | 2017 | 2018 |
| ---------- | ---- | ---- | ---- | ---- | ---- | ---- | ---- | ---- |
| Трудность  | 3    | 3    |      |      |      |      |      |      |
| Боулдеринг |      |      |      |      |      | 1    |      |      |
| Дуэль      |      | 1    | 1    | 2    | 1    | 1    | 1    | 1    |

## Пройденные маршруты
- 1 маршрут 9c
- 3 маршрута 9b+[23]
- 14 маршрутов 9b[23]
- 40 маршрутов 9a+ (1 флеш)[23]
- 103 маршрута 9a (1 онсайт)
- 136 маршрутов 8c+ (15 онсайт)
- 116 маршрутов 8c (27 онсайт)
- 310 маршрутов 8b и 8b+ (153 онсайт)

## Боулдеринг
Адам Ондра пролез 202 маршрута сложностью от 8а до 8с+.
- 2 боулдера 8C+
- 6 боулдеров 8C
- 18 боулдеров 8B+
- 35 боулдеров 8B
- 56 боулдеров 8A+
- 85 боулдеров 8A

Ондра выиграл Меллоблоко в 2008, 2009, 2010 и 2011 гг.

## Мультипитчи
- Mora Mora — Tsaranoro Atsimo (Мадагаскар) — 10 октября 2010 г. — Первое прохождение свободным лазанием
- Bravo Les Filles — Tsaranoro Kelly (Мадагаскар) — 7 октября 2010 г.
- Tough Enough Original — Karambony (Мадагаскар) — 4 октября 2010 г.- Первое прохождение свободным лазанием[24]
- Tough Enough — Karambony (Мадагаскар) — 30 сентября 2010 г. — Первое прохождение свободным лазанием[25]
- Hotel Supramonte — Gole di Gorroppu (Италия) — 18 октября 2008 г.- Первое прохождение свободным лазанием[26]
- Ali Baba — Paroi Derobée di Aiglun (Франция) — 2008 г. — Второе прохождение[27]
- WoGü — Rätikon (SUI) — 26 июля 2008 г. — Первое прохождение свободным лазанием маршрута из Beat Kammerlander[28]
- Zub za zub — Rätikon (SUI) — 29 июля 2007 г. — Первое прохождение свободным лазанием[29]
- Silbergeier — Rätikon (SUI) — 27 июля 2007 г.[30]

## Награды
- 2008 Salewa Rock Award[31]
- 2010 Salewa Rock Award[32]
- 2011 Salewa Rock Award[33]
- 2013 Salewa Rock Award[34]
- 2015 La Sportiva Competition Award [35]
- 2018 Salewa Rock Award[36]